# Apamea uniformata
Apamea uniformata là một loài bướm đêm trong họ Noctuidae.